# Альзетте
Альзетте (люкс. Uelzecht, фр. Alzette) — река в Люксембурге и Франции, правый приток Зауэра. Длина — 68,5 км, площадь водосборного бассейна — 1172 км².
Исток реки находится в коммуне Тиль около города Вильрю во французском департаменте Мёрт и Мозель региона Лотарингия на высоте 305 метров над уровнем моря. Через 2,66 км Альзетте пересекает границу с Люксембургом у города Эш-сюр-Альзетт. Река протекает через люксембургские города Эш-сюр-Альзетт, Люксембург, Мерш и впадает в Зауэр около Эттельбрюка на высоте 192 метра над уровнем моря. Средний уклон реки — 1,5 м/км. Расход воды — 11 м³/с.
Основные притоки — Варк (лв), Аттерт (лв), Эйш (лв), Мамер (лв), Мес (лв).